# San Lorenzo (Córdoba)
San Lorenzo es un barrio perteneciente al distrito Centro de la ciudad de Córdoba (España). Está situado en la zona oeste del distrito. Limita al norte con los barrios de Ollerías y Fuensantilla-Edisol; al este, con los barrios de Sagunto y Viñuela-Rescatado; al sur, con los barrios de Cerro de la Golondrina-Salesianos y La Magdalena; y al oeste, con los barrios de San Andrés-San Pablo y Santa Marina.

## Monumentos y lugares de interés
- Iglesia de San Lorenzo
- Iglesia del Juramento de San Rafael
- Murallas de Marrubial
- Jardín de los Poetas
- Iglesia de María Auxiliadora ( Salesianos)
- Ermita de S. Juan de Letrán (portada)
- Iglesia de los Padres Trinitarios
- Fuente barroca y triunfo de San Rafael ( Plaza Cristo de Gracia)
- Portada del desaparecido Convento de Santa María de Gracia y estatua cuidadoras de los patios ( plaza Juan Bernier)
- Fuente histórica plaza de San Rafael
- Centro interpretación de los patios cordobeses ( calle Trueque)

## Hijos ilustres
- Gonzalo Antonio Serrano, médico y astrónomo del siglo XVIII